# Cycnia tenera
Espèce
Cycnia tenera est une espèce de lépidoptères (papillons) de la famille des Erebidae et de la sous-famille des Arctiinae.
On la trouve en Amérique du Nord.